# سانتو زانين
سانتو زانين هو لاعب كرة قدم برازيلي في مركز الدفاع، ولد في 3 يونيو 1943 في ساو باولو في البرازيل. لعب مع نادي بالميراس.